# 腐女子
腐女子（ふじょし）とは、男性同士の同性愛を扱ったやおい、特にボーイズラブ（BL）などの創作物を好む女性（女子）を指す言葉。
21世紀になって日本語として用いられた、サブカルチャー的な言葉である。
「婦女子」（ふじょし）をもじった呼称である。以前はヤオラー、やおい少女とも呼ばれていた。
腐女子という言葉は、1990年代末にネット上で使用が確認されており、2005年頃から一般にも認知されるようになった。元々やおいやオタクは社会にとって病理的な現象の一つだったが、大きなイメージギャップのあるボーイズラブ、腐女子という新しい言葉が使われるようになったことで、男性同性愛を題材にした作品やその愛好者のイメージを刷新することに一役買った。やおい・BLジャンルを好む女性に限らず、オタク趣味を持つ女性全般を指す言葉として用いられることもあるが、極少数である。。ただし女性オタクでも、男性同性愛をテーマにする作品を好まない人には、腐女子と呼ばれたり、一括りにされることを嫌がる人も多くいる。腐女子でない女性のオタクは単にオタク、または「女オタク」とも呼ばれる。腐女子は、女性のオタク趣味への罵倒語（蔑称）として使用されることもある。メディアでは2015年頃からメディアで取り上げられることが一段と増え、やおい・BL作品を読むことを公言する芸能人・有名人が増えたこともあり、腐女子の扱いはポジティブになってきている。
年齢の高い腐女子をさす派生語として貴腐人（きふじん）もある。同様の趣味を持つ男性は、腐男子あるいは「父兄」をもじって腐兄（ふけい）などと呼ばれる。

## 概要
もともとは男性同性愛の要素を含まない作品の男性（的）キャラクターを同性愛的視点で捉えてしまう自らの思考や発想を、自嘲的（じちょうてき）に「腐っているから」と称したことから生まれたといわれる。使われ始めた当時はへりくだったニュアンスとして、自身の特殊な趣向に対する防衛線の役割を果たしていた。多摩美術大学の溝口彰子は、「マスコミがねつ造したネガティヴなヤオイ愛好家像のステレオタイプに対するレッテルとして、ヤオイ愛好家たちは抵抗を示していた」が、現在は多くの愛好家が自称として使うようになっていると述べている。やおい・BLジャンルの作品が好きでも、男性二人を見るとカップリングを妄想してしまうといった「典型的な腐女子」イメージに合致しないため、自身を腐女子ではないと考える人もいる。腐女子は「私」の存在を消したうえで、「対関係」となる男性キャラクター同士の関係を築くことを重視する。コミックマーケットへの参加者の多数が腐女子だといわれており（2014年時点）、二次創作などのアマチュアクリエイターも多く、同人作家から商業作家になる腐女子も多かった。やおい・BLジャンルの作品は、「基本的に美男子二人が『攻』と『受』の役割に分かれ、セックスにおける挿入する側とされる側を演じる男同士の恋愛を縦軸に、スポーツや仕事などを横軸にしたロマンス物語とバディ物語を兼ねた作品」が主であるが、商業オリジナルから二次創作まで、男性キャラクターたちの性的要素のないほのぼのした日常の話から男性同士のセクシュアルな物語、耽美と呼ばれるような隠微でシリアスな話から明るいコメディ、現実ベースの物語から歴史もの、ファンタジー、SF、少年の物語から社会人男性、冴えない中年男性やお年寄りの物語まで様々で、非常に間口が広く懐が深い。腐女子でも人によって好む作風・設定は異なり、その好みは「嗜好」と呼ばれる。メディアは小説、マンガ、アニメ、ドラマCD、ゲーム、実写ドラマ・映画など多様で、マイナーだが短歌もある。
社会学者の上野千鶴子によれば、自らのことを腐女子と表現する背景には、相手から「腐ったような女子」といわれる前に自分からそれを表明して侮蔑を回避するという「居直りのレトリック」があるという。ライターの松谷創一郎は、自分自身を相対視して自虐的に表現するだけの余裕ができたという点において、この言葉の発生はやおい文化の成熟を意味していると述べている。やおい・BLジャンルを愛好する女性を腐女子と呼ぶのに対し、夢小説と呼ばれる女性向け二次創作を愛好する女性は夢女子とも呼ばれる。
TSUTAYAが行った調査では、回答者の女性のうち約2割がBL作品を好き、もしくは興味があると回答している。一方でBL作品を好きではない、興味が無いと答えた女性は4割近くに上っている。

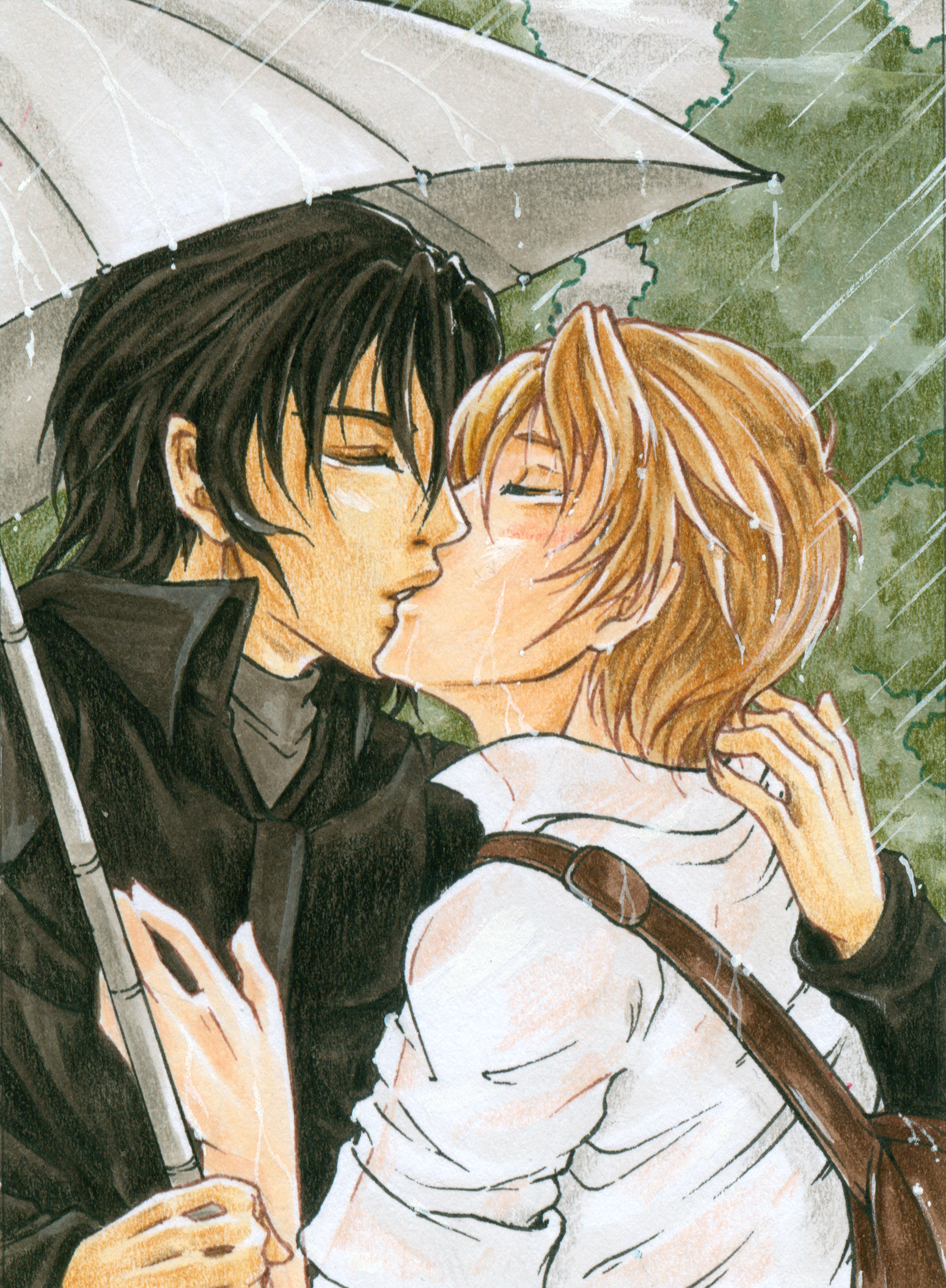
ドイツ人によるBLのファンアート

腐女子という存在は様々に分析されてきた。初期の分析は、なぜやおい・BLジャンルを愛好するのかという動機が観点だった。この観点での分析は、BL作家でもある中島梓（栗本薫）『コミュニケーション不全症候群』（1995年）が最初であり、当事者の視点に立った議論が展開された。やおい・BLジャンルを愛好するのは「男女差別の中で抑圧された女性性が自傷的行為に走らせているからだ」という理解が中心で、「女性が女性という性であること自体に対しての強い不適応感」や、「女性は選別される性として、他者からの承認によってしか自己肯定感を得ることができなかった」ということが問題視された。しかし、永久保陽子『やおい小説論』（2005年）以降は、抑圧からの逃避というより、女性によるジェンダーの娯楽化であると理解され、動機よりも作品で「なに」が描かれているかという観点にシフトしてきている。近年では、直木賞作家の三浦しをん、NHKアナウンサーの有働由美子、女優の二階堂ふみなど、BL愛読者であることを公言する女性著名人も増えた。
イタリアでは1999年に、アメリカでは2003年にBL漫画が翻訳出版されており、現在では世界中にやおい・BLの愛好者がいる。欧米ではライトテイストの作品が「少年愛」、性描写のある作品は「やおい」と呼ばれる。やおい・ボーイズラブジャンルに性描写が含まれる作品が少なくないことから、一部問題視する人もおり、一部の国では規制しようという動きもある。

## 経緯

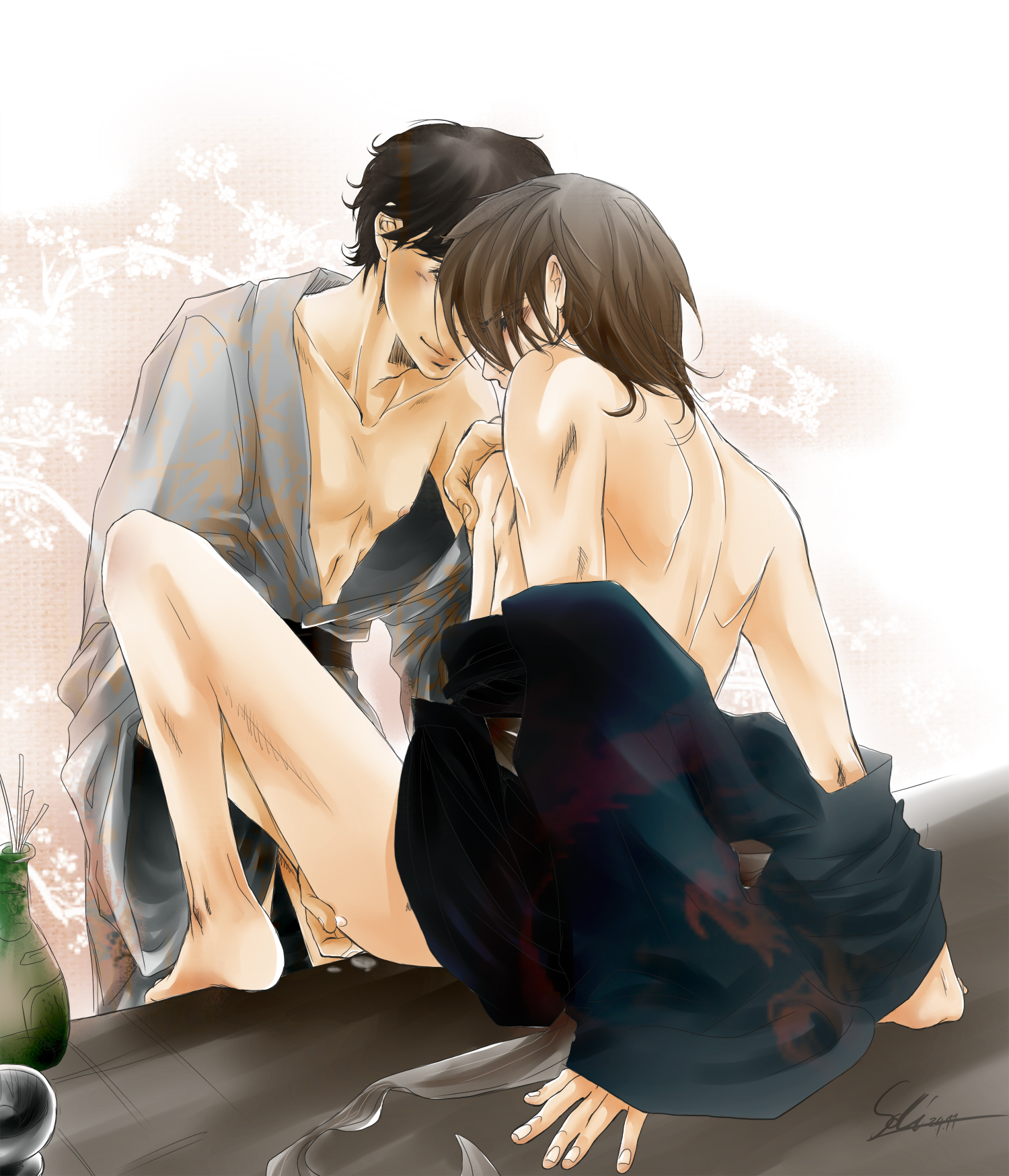
ドイツ人によるYaoiのファンアート

女性が作り楽しむ男性同士の同性愛物語・性愛物語は、日本では1970年代に少女マンガと文学の場に登場し、ヘルマン・ヘッセや稲垣足穂、三島由紀夫、ルキーノ・ヴィスコンティなどの教養を換骨奪胎しながら隆盛し、少年愛もの、耽美などと呼ばれた。新潟大学准教授の石田美紀は、「男性へのエロティックな関心を積極的に肯定する点で、それまでの女性＜文化＞とは一線を画している」と述べている。1980年代には次世代のクリエイターも育ち、同人誌文化と交流しながら新しい文化になっていった（フェミニズムと並走しており、関連も指摘されている）。1975年に同人誌文化から、「ヤマ・オチ・イミのない物語」を指す「やおい」という言葉が生まれ、女性の二次創作で男性の友情を恋愛に読み替えた「ホモパロ」が盛んになり、徐々に「やおい」が男性同士の同性愛物語を意味するようになっていった。この時点では、愛好者を指す「腐女子」という言葉はなかった。現在のボーイズラブの源流を、1970年代に少女マンガで流行した少年愛ものに求める向きもあるが、直接関係はなく、同人誌から発生したものだという見解もある。また欧米では、日本のやおい・BL文化とは全く関係なく、「スラッシュ」という男性キャラクターふたりを同性愛関係に読み替えた二次創作の文化が誕生しており、これは1970年代のSFファンダムで知られるようになった。
BLレビュアーのぶどううり・くすこによると、2016年時点で「腐女子」という表現で出典を明記できる最古の例は、1999年の男性の個人ブログである。ブログでは「ネット上の某掲示版」（原文ママ）に関する用語として説明され、言葉のイメージは、話題はちょっと下品だが18禁ではなく、不真面目というわけではないが堅苦しくもなく、オタクみたいだけど暗くはない、と表現されている。上野千鶴子は、2000年頃から2ちゃんねるを中心に発生した言葉であると述べている。もともとは少女マンガ家が使い始めたものだとする説もある。
2004年 - 2005年にかけて男性オタクを主人公とした『電車男』がメディアミックス展開され2005年には映画化し、メイド喫茶が乱立するなどのオタクブームが起こった。エッセイストの杉浦由美子は、この時点では腐女子を含む女性オタクはあまり取り上げられることは多くなかったと述べている。三崎尚人は、オタクブームの中で2005年秋ごろから男性のオタクだけでなく、女性のオタクへの関心が増していたと述べている。『電車男』のヒットでメディアが「オタク文化」の延長線として「腐女子」にも目を向けるようになり、徐々に取り上げられるようになった。2005年には雑誌「AERA」（朝日新聞社）で特集記事が組まれ、「腐女子」が一般にも知られるようになっていった。2007年になると6月と12月に雑誌『ユリイカ』上で臨時増刊号として特集が組まれ、メディアへの登場例も増加した。この頃、男性同士の恋愛ものの総称として「やおい」は使われなくなっていき、「ボーイズラブ（BL）」が普及した。
インターネットの普及で、やおい系二次創作が広く（腐女子以外の人々の目に留まらないよう工夫された形で）共有されるようになった。2007年にイラストの投稿に特化したソーシャル・ネットワーキング・サービス pixiv が公開され、このサイトでは閲覧者を拒む機能がなかったこともあり、秘密の共有という色合いが強かったやおい系二次創作が人の目に触れる形となった。以降、二次創作には著作権上の問題があるにもかかわらず、腐女子の間での二次創作ジャンルとしての人気は「オタクビジネス」における人気のバロメーターとしても捉えられるようになっている。最初から腐女子に受けるように考慮された作品も増加している。金田淳子・永久保陽子は、出版社や制作サイドは、ボーイズラブ的なものが商売になると理解し戦略的に使うようになっており、こういった傾向は1980年代には始まっており、1990年代には少年誌「ジャンプ」はすでに自覚的で、現在では一般化していると述べている。
2015年にアイドルで腐女子のNMB48・三田麻央が、『今夜くらべてみました』（日本テレビ系）で、MCのお笑い芸人ふたりを題材に自作BL漫画を創作。この件はまとめサイトを経て炎上したが、広く印象付けられることになり、BLが取り上げられることが急増し、テレビでBLの話題が出ることも珍しくなくなった。腐女子がポジティブに扱われるようになってきている。

## 特徴
腐女子が好むのは男性キャラクターの恋愛や特別な絆の物語であるが、戦う少年たちの熱い友情に憧れ萌える、アニパロの系譜の二次創作を好むタイプもいれば、少年愛ものは好きだが戦う少年たちにもその熱い友情にも興味はないという人、「ヘタリア」などの国の擬人化にみられるように、ジェンダーを娯楽化して屈託なく楽しむ人など様々である。商業オリジナル作品を読む人、二次創作を読む人、商業オリジナル・二次創作の両方を読む人、特定の傾向の作品・特定の作家だけを読む人、やおい・BLジャンルは何でも読む人、二次創作のクリエイター、同人オリジナルのクリエイター、商業クリエイターでやおい・BLだけを描く人、それ以外の作品も描く人、お金をつぎ込む人、作品の購入はせずネットで読む人など、人によって好みや行動は異なる。千田有紀は、やおい・BLジャンル好きも一様ではなく、どちらが受けでどちらが攻めというカップリング妄想でいくらでも時間が潰せるタイプもいれば、そういった「典型的な腐女子」像のイメージが当てはまらない人もいると述べている。やおい・BLジャンル作品をどのように読むのか、そのような側面を好むのかには、いくつかのグループ、少なくとも2つ以上のグループがあるようだと指摘している。
女性のオタクの中には、腐女子、男女の物語を好む・またはアニメや漫画、ゲームなどは好きだが特に恋愛ものを好むわけではない女オタク、夢小説・乙女ゲームを好む夢女子、女性同士の物語を愛好する百合女子、熱狂的声優ファンである声オタ、テニミュのような2.5次元が好きな人などがあり、それぞれ作品に求めることは微妙に異なっている。とはいえ、男性同士の物語も男女の物語も好き、声優もやおい・BL作品も好き、何でも楽しめるといったように、複数の嗜好を持つファンもいる。
二次創作を行う腐女子は、同人誌即売会、アフター（打ち上げ）、オフ会など、現実空間での活動だけでなく、日常ではTwitterやpixiv、個人サイト、筆者とのメールでのやり取りなど、仮想空間上で活発に活動している。
楽しみ方
ドイツの研究者ビョーン=オレ・カムは、ドイツと日本の腐女子にインタビューし、UGA（対象の使用方法とその満足度に対するアプローチ）理論を使ってやおい・BLの多様な楽しみ方・エンターテイメント性を分類した。
1. 主に性的な欲望・欲動としてやおい・BLを楽しむパターン
2. オンライン活動を通して作品を生産、消費し、ファン間の密接なコミュニケーションを楽しむパターン
3. コンベンションなどイベントを楽しむパターン
4. 上記の混合型

やおい・BLジャンルは読者・クリエイターの間を行き来することが容易であるので、楽しみ方は無限に多様化すると述べている。私生活や恋愛を犠牲にしても創作を行う人、生活と創作を適度なバランスで楽しむ人、創作をせずに作品を楽しむだけの人など、腐女子の楽しみ方や価値観も様々である。
腐女子になった時期・きっかけ
少女漫画における少年愛の仕掛人と呼ばれる増山法恵は、小さいころから大量の本を読んでいたが、小学校中学年から「耽美的世界」を文字としても漠然とした内容としても意識し憧れており、小学校高学年頃からヘルマン・ヘッセなどの少年同士の物語が好きだとはっきり自覚していたと述べている。ブロガー・BL研究家のマルコ（山田井ユウキ）による日本語のアンケート（2005年、有効得票数4509）、女オタクのちぷたそのTwitterでの日本語のアンケート（2016年、有効得票数50程度）によると、腐女子に目覚めた時期は、小学生から中学生がおよそ7 - 8割を占めている。マルコは、25歳以上が多いのは意外だが、これはネットが普及したことが大きいのではないかと推測している。
腐女子になったきっかけは、マルコのアンケートでは、元々アニメや漫画が好きでそのまま移行した（スライドした）という人が44.0%、友人、姉妹、母親といった周囲の腐女子の影響が計32.9%（友達 28.3%、姉妹 3.5%、母親 1.1%）、生まれた時から腐女子だったという回答は11.4%である。スライドしたきっかけとしては様々な作品が挙げられているが、『幽☆遊☆白書』と『テニスの王子様』が圧倒的に多い。ちぷたそは、2016年時点でアラサーの女性は、少女漫画誌『なかよし』で連載されたCLAMP『カードキャプターさくら』に幼少期から触れたことで、腐女子やオタクになった人が多いのではないかと述べている。同作は低年齢の少女向けであるにもかかわらず、百合・BL・ロリコン・男の娘というオタク要素が含まれており、アニメ化されてNHKBSとNHK教育で放送され広く人気となった。
腐女子の性自認
日本では、腐女子の大半は異性愛者であるという見解が定説になっており、同性愛者であるケースは少ないと言われてきた（また、中島梓は1998年の著作で、やおいを愛好する女性たちは、現実の男性の同性愛者に対しては興味を示さないことが多いと述べており、いわゆる「おこげ」とも異なる）。溝口彰子は、セックスを身体的行為であるとのみ定義づけるならば腐女子の多くは異性愛者だが（性自認は異性愛者）、セクシュアリティにファンタジーの次元を認める場合、「セクシュアル・ファンタジーがヤオイの男性同士の表象で占められている」女性たちを完全に異性愛者だとは断言し難いと述べている。
英語圏のやおい・BLファンの多くは、やおい・BLを既存のジェンダー構造の枠組みを打破する新しいセクシュアリティー言説であると考えている。タン・ビー・キーは、英語圏の腐女子・腐男子は「自身のセクシュアリティーに関してもクィア的か、もしくは、単純に固定されない人々」だと定義している。西洋でのやおい・BLの受容を重視するアメリカの批評家ドゥルー・パグリアソッティは、2005年から2007年にかけてやおい・BLファンを対象に英語（回答者478）とイタリア語（回答者313）でオンライン・アンケートを行った。回答者が異性愛者であると答えた割合は英語では47%と半数以下、イタリア語では62%で、パグリアソッティは西洋では日本に比べて「性自認、または性自認に対する考え方が多様化している」という見解を示し、やおい・BLファンの大半が「異性愛者の女性」であるという日本の定説と合致しないと述べている。
趣味の隠蔽
一般に腐女子は、やおい・BLジャンルを好むことを同じ趣味を持つ仲間内以外には隠す傾向がある。名藤多香子は、腐女子の自身の趣味の隠蔽度は次の3段階に分かれているとしている。
1. 腐女子仲間とだけ趣味を共有し、一般の友人には完全に趣味を隠蔽するケース
2. 腐女子仲間のほか、一般の友人のうちでも理解のある人には趣味を公開するケース
3. 友人が皆腐女子なので隠蔽する必要が無いケース

福岡女学院大学の吉田栞・文屋敬は、「〈告白〉とは、少女同士の間に形成されたコミュニティへ参加するために必要な条件」であり、腐女子が〈告白〉の対象とするのは、主に漫画やアニメ、ゲームに登場する男性キャラクターたちであり、一般的に受け入れられにくいと述べている。自身の腐女子的な趣味を告白することは、性的少数者がそのセクシュアリティを告白するときの表現にならって「カミングアウト」としばしば表現される。漫画家の伊藤剛によれば、自身が腐女子であることを隠す傾向は地方ほど高いという。
恋愛・モテとの関連
腐女子に対するステレオタイプな否定的イメージとして、「現実の男性に相手にされないようなモテない地味な女性がやおい・ボーイズラブに逃避している」というものがある。漫画家のよしながふみは、BLは「もてない女の慰め」と揶揄されることもあるが、実際そういった面もあり（無論それが全てではない）、「今の男女のあり方に無意識的でも居心地の悪さを感じている人が読むもの」だが、読者が受けてきた抑圧や居心地の悪さはそれぞれ違っているので、一括りにしにくいと述べている。やおい・BLジャンルや腐女子をフェミニズムと結びつけて論じられることも少なくないが、それを嫌がる人も多い。
もてる腐女子も少なくないという反論もあるが、恋愛コンプレックスからやおい・BLジャンルを愛好するようになった人もいるため、その場合擁護が心理的プレッシャーになるという指摘もある。なお、参考になりうる統計として、（その多くを腐女子が占めると思われる）漫画雑誌『ぱふ』でのアンケート結果では恋人・配偶者のいる人が回答者の28%だったのに対し、20代の一般女性でのその比率は48%である、というものがある（異性からアプローチを受けているかという比較ではないため、このデータから単純にモテ具合の比較はできない）。
宗教との関連
日本ではやおい・BLジャンルが宗教絡みの文脈で語られることはほとんどない。カトリックの多いフィリピンは性的な事柄に保守的で、BLなど性描写のある作品の出版が禁じられており（キス以上の場面は一般メディアでは検閲される）、女性が性的な作品を鑑賞したり性的な自己主張をすることは変態的欲望だとみなされている。大分大学国際教育研究センター準教授の長池一美は、この国のBLコンベンションでのインタビューでは、BL活動に関する宗教の影響を否定する参加者が多かったが、仮面をかぶって顔を隠す参加者、両親に腐女子であることを知られたら殺されると真剣に案じる参加者もいたと述べている。
またイスラム教徒の多いインドネシアでは、BL商業誌の出版は検閲は厳しくないとはいえ禁止されている。腐女子・腐男子の多くは自らを敬虔なイスラム教徒ではないとしてBLと自身の宗教との関係を否定していたが、中には敬虔なイスラム教徒であるが腐女子を止められないというジレンマを抱える人もいたという。

## コミュニティ
溝口彰子は、「三浦しをんが述べているように 、ヤオイを『読む』ことはヤオイ（のコミュニティの成員としての人生）を『生きる』ことである。」と述べている。当事者からは、おそらく女性特有の傾向だが、「萌え」は誰かと分かち合って初めて楽しく、それができないと苦しいという意見もあり、同じ嗜好を持つ腐女子としてのアイデンティティの基盤には、腐女子の間の連帯性をベースにするコミュニティへの帰属がある。溝口は、腐女子のコミュニティは、好きな作品について感想を述べあうことでは性的ファンタジーを交換する「ヴァーチャル・レズビアン」空間として機能していると述べている。KDDI研究所の大戸朋子は、二次創作を行う腐女子コミュニティへの調査から、ある腐女子がコミュニティ成員であり続けるためには、常に対象に対する「愛」を発表し続けなくてはならないと指摘している。近年主な活動場所になっている Twitter や Pixiv などのネットワークは情報の消費速度が速く、呟いた瞬間に過去のものになるため、コミュニティの成員であるため自身の「愛」を二次創作作品や呟きによって表示し続けなくてはならず、語ることをやめれば「愛」がない（なくなった）と判断されてしまう。大戸は、後期近代にみられるアイデンティティの問題と関係を指摘しており、後期近代にみられるアイデンティティは流動的で、その都度再定義・再構築しなければならず、他者による「私」の肯定、つまり「個としての存在の肯定」を強く必要とすると述べている。
pixivでは、ユーザーはイラストや漫画、小説といった作品、好きな作品のブックマーク、好きなユーザーのフォローを通してプロフィールを形成し、ある種のコミュニティを形成していく。女性ユーザーが多く、その多くを腐女子が占めるが、男性ユーザーに比べ女性ユーザーは互いの作品に対する評価や交流、好意的フィードバックが盛んで、女性の方がクリエイターの創作意欲を沸き立たせるような行動を取っているという意見もある。女性ユーザーの「共感」は特定のカップリングに対して示される場合が多いため、クリエーターのジャンルやカップリング、「愛」の対象が変われば、所属するコミュニティが変わり、それまでのフォロワーが離れていくことも多い。読者の好意的な反応が、今のジャンル・カップリングの作品を書き続けてほしいというプレッシャーになることもある。
ホープ・ドノヴァンはアメリカの腐女子のやおい・BL消費を文化人類的視点で分析し、前資本主義的な、資本主義に帰属しないコミュニケーションが構築されていると述べた。例えばBLファンサイト Aarinfantasy では無料で作品をダウンロードすることができ、見返りに「thank you」ボタンを押すという形になっており、金銭目的ではなく、純粋にやおい・BL作品を共有したいという欲求によって成立している。
名藤多香子は、腐女子を含む女性の同人サークルにおいては、先輩から後輩に対して敬語をはじめとする礼儀作法の類を厳しく教え込まれたり、それに反した構成員をコミュニティから排除するケースもあったと述べている。
日本での現実のファン活動は、腐女子が自ら創作した漫画や小説の冊子を販売する同人誌即売会が多い。やおい・BLジャンルの研究者は他のピュラーカルチャー研究同様に愛好者が多く、若手研究者を中心に2009年に設立された「大阪腐女子研究会」などの研究グループもある。欧米では、お祭りのように一日中いくつもの活動が同時に行われ、来場者が興味のある催しに顔を出すコンベンションが多い。日本ではイベントの開催に社会的な制約はないが、性的な表現への強い規制や同性愛嫌悪、女性の性的欲望と行動に制限のある国の場合、イベントの開催は容易ではない。

## フィクションの中の腐女子
腐女子が登場する漫画や小説もある。1997年に、児童文学作家として著名な荻原規子が少女向け異世界ファンタジー『西の善き魔女』（中央公論社C★NOVELSファンタジア）を刊行し、2巻「秘密の花園」で、閉ざされた女学校での女生徒たちによるやおい・BL同人誌文化とその活用の様子を描いた（主人公の親友の王女がカリスマ覆面BL作家）。
相田美穂は、腐女子キャラクターが登場するもっとも古い商業漫画作品は、確認できた限りでは中島沙帆子の四コマ漫画『電脳やおい少女』（1999年連載開始）1巻（2002年8月発行）であると述べている。なお本作の主人公は、非オタクのイケメン大学生の彼氏持ちであり、彼氏に対して「カミングアウト」はしていない。2000年に連載が始まった阿部川キネコ『辣韮の皮〜萌えろ!杜の宮高校漫画研究部〜』（1巻：2002年1月発行）には、美人だが「超ハードコアなやおい同人作家」な先輩など複数の腐女子が登場する。
2006年頃から、『となりの801ちゃん』のようにオタク男性と腐女子の彼女という関係を描く作品が現れており、2008年以降描かれる腐女子のキャラクターは多様化している。

## 児童ポルノ取り締まり・規制との関連
やおい・BLジャンルのグローバル化で、過激な性描写、未成年に見えるようなキャラクターの性描写、現実社会での性犯罪との関連などに関し、各国で問題視し規制する動きも一部で出てきている。世界的に児童ポルノ取り締まりの機運が高まる中で、やおい・BL規制問題もこの構図に取り込まれている。フィクションの未成年であっても、現実世界で規制された行為を行うと読者の間違った性認識が強化されるという考えから、現実の未成年だけでなくアニメ、コミック、ゲームの未成年の登場人物にまで規制の対象を広げようとする事例がある。
2008年のオーストラリアのニューサウスウェールズ州のマキュアン事件では、アニメ『ザ・シンプソンズ』のエロティックな画像所持に「人物という解釈にはフィクションの人物も含まれる」として有罪判決が出ている。同年日本では、大阪府の堺市立図書館で、ボーイズラブ小説が収蔵・貸出されていることを非難する「市民の声」によって廃棄が要求され、ボーイズラブとされた5500冊の本が開架から除去される事件が起きた（参考・ボーイズラブ#堺市立図書館「BL」本排除事件）。中国では2010年に鄭州市で大々的な取り締まりがあり、ウェブ上でやおい・BLまたはスラッシュ作品を公開していた32人が逮捕されており、そのほとんどが20代の腐女子だった。
同年日本では、「18歳未満のフィクションのキャラクター（非実在青少年）の性描写」を大きく規制する東京都青少年健全育成条例改正案が発表され、大きな波紋を呼び、一度は否決されたが、「性犯罪や近親相姦の描写」に対する規制へと修正された上で可決され、不健全指定された書籍が撤去されるなどの事実上の検閲が行われている。この条例の危険性は藤本由香里を通してオタク・腐女子の間でも知られるようになり、プロ作家など一部の腐女子がロビイング活動など反対運動を行った。BL作家の水戸泉は「『プロ』は自らの問題として『官憲によって表現を規制されること』と対峙すべきです」と述べている。日本での非実在青少年問題には、過剰な純潔教育を掲げるカルト団体による政治への圧力も指摘されている。
2020年代現在では、東京都青少年の健全な育成に関する条例によって指定される不健全図書の大半はBL作品となっている。指定された作品は都内で青少年向けに販売できなくなるほか、Amazon.co.jpにおける販売が停止される（不健全指定された書籍のタイトルなどは東京都のウェブサイト上の8条指定図書類一覧で確認できる）。漫画家の森川ジョージによれば、東京都の不健全図書指定により100人以上のBL漫画作家が収入を断たれたとされる。参議院議員の山田太郎は、こうした青少年健全育成を理由としたBLの規制に危惧を表明している。
やおい・BL規制研究の第一人者であるオーストラリアの研究者マーク・マクレランドは、腐女子のファン活動と実際の児童ポルノ犯罪の関連は全く検証されていないと述べている。

## 研究分析
日本では1990年代のやおい・BL文化の拡大と共に研究が始まった。初期は精神分析学を基本とした言説が中心で、「なぜ女性が男性同性愛を描いた作品を読むのか」が議論されてきた。フェミニズムやジェンダー論の観点から語られることも多かった。こうした精神分析的な研究に対する疑念や研究の新しい展望が探求されるようになり、近年では「どのようにやおい・BLジャンルを楽しむか」に研究の焦点が移っている。研究の中心はファン研究が占めるようになり、多様化する腐女子・腐男子によってどのようにやおい・BLが受容され、使用されているのかを論じることで、研究は活発化している。日本では評論・解説書の出版は盛んになっており、2006年ごろから2000年代末にかけてボーイズラブの包括的解説書の出版が増えた。2015年にはBL評論本の出版ブームが起きている。海外のやおい・BLジャンルの研究でも、ファン活動、ファンとしてのアイデンティティの構築、ファン・コミュニティの構成などが研究されている。
日本では、やおい・BLファンの大半が「異性愛者の女性」であるというのが通説であるが、近年は腐男子など異性愛女性以外のやおい・BLファンの研究も進んでいる。
2015年時点では、日本の研究者が海外の研究を参照し、海外の状況を把握したうえで論を多文化的に展開することは非常に少なく、日本と海外の研究者の間での越境対話はあまりなされていない。

### レジスタンス性
石田美紀は、日本で1970年代に少女マンガ・文学の場に現れた女性による女性のための男性同志の性愛物語は、男性身体への性的な関心を積極的に肯定する点でそれまでの女性文化とは一線を画しており、少女たちのこうした関心の根底には「わたしには何ができるだろうか」という問いかけと、「わたしにも何かできるはずだ」という信念があったと指摘している。この信念ゆえに、80年代に新しい文化になっていったのだという。
やおい・BLファンの活動には、伝統的な規範を脱構築すると評価されるものもある。フィリピンではやおい・BL文化に関わるのは、日本語や英語を使いこなしネットを日常的に使用できるある種の文化的エリート層であるが、フィリピンのBLコンベンション Light Out（現在Blushに改名）には明らかなエリート主義が見られ、啓蒙的な側面がある。活動の中心に同性愛問題や異性愛を超えたセクシュアリティーの可能性の希求があり、活動にはゲイの参加者も多い。ゲイ解放運動に興味があり、同性婚に賛同する人も多く、やおい・BLと現実社会でのゲイ問題が関連付けて考えられている。また中国では、やおい・BLの存在・拡大が、中国人女性のレジスタンスの手段であるとも分析されている。中国のやおい・BL同人作品では、伝統的儒教思想に基づくヒエラルキーの概念や現在の共産党支配が掲げる理想社会から逸脱した人間関係、やおい・BL規制への間接的批判、ゲイ解放を促す内容なども様々なやり方で描かれている。中国では規制に対抗するために、中国のサーバから海外のサーバにサイトを移動する腐女子もいる。韓国の腐女子は、儒教の影響が大きい韓国では、女性が性的主体としてのアイデンティティを確立できるような媒体が少ないと述べており、やおい・BLジャンルにはそれを打破する可能性があるとも考えられている。

### 社会学的実証研究
社会学者の岩井阿礼が、男性同性愛ファンタジー愛好者女性（腐女子）に関する社会学的実証研究をおこなっている。岩井は、1991年から1992年にかけて、腐女子と一般女性を対象としたアンケート調査をおこなった。
まず、性役割に対する態度が測定（MHF-scale）された。その結果、両群は、「男らしさ」と「女らしさ」のすべての項目で有意な違いを示した。腐女子は一般女性に比べ、個人的には「男らしさ」を高く評価し、「女らしさ」には低い評価を与える傾向が強かった。ところが、一般に世間から女性として望まれる性質としては、一般女性よりも「女らしさ」を評価する傾向が強かったのである。
次に、両群の女性がパートナーとして好む類型と、結婚後のライフコースの希望が比較された。腐女子は家父長型の男性を嫌う一方、友愛型・主夫の男性を選ぶ傾向が一般女性よりも強かった。また、腐女子は結婚後も仕事を続けたい意向が一般女性よりも強かった。
岩井は、腐女子は一般女性に比べて、①女性も社会進出して、家事・育児は夫と分担するべきであるというような非伝統的な立場をとっていて、②家庭における伝統的な性役割を担うことを嫌う傾向があり、③一方で、そうした態度は本来女性に求められる役割とは違い、自分は女らしくないと考えているために、両者の板挟みになっていると結論し、一旦女性という記号から離れ、「「対等な対」のあり方に思いをめぐらせる思考実験あるいは避難の場として、「男性同性愛」という形式を、必要とした」のだと推測している。

### 精神分析的な研究
長池一美は、初期の研究は主にフェミニズムやジェンダー研究の枠組みで、「女性が男性同性愛の関係性に自らの女性性をどのように反映できるのかを意識し、いわゆる『女性』と『女性性』の再発見に焦点を当ててきたといえる」と述べている。こうした研究を通して、次のような議論が開かれてきた。
1. 女性性の否定（もしくは女性性からの逃避）
2. 女性特有のガイネーシス[注 8]的なナラティブ（物語、語り）であることの強調
3. 精神分析の議論に触発された「なぜ」に対する女性の深層心理

なぜ腐女子になるのか、なぜやおい・BLジャンルが成立するのかという理論は様々であり、1人の論者が複数の説を挙げていることも少なくない。1990年代に起こったゲイサイドからのやおい・BL批判「やおい論争」（参照・ボーイズラブ#ゲイとボーイズラブ）と2000年代位の腐男子研究を通して、やや排他的であったフェミニズム的な力学が脱構築され始めている。
以下に、精神分析的な研究の見解を数例示す。
異性愛の安全なシミュレーション
榎本ナリコは、やおいを愛好する女性が（女性的役割を担っている）「受け」のキャラクターに感情移入する場合について、それによって自己の安全性が確保されるのだとしている。つまり、自己の身体の代替として受けの男性キャラクターの身体を利用することによって、自分自身は傷つかず妊娠する危険もないという安全性を手にした上で擬似的な性行為を楽しむことができるのだという。ただし、榎本ナリコはやおいを愛好する女性はしばしば「受け」のキャラクターだけではなく（男性的役割を担っている）「攻め」のキャラクターにも感情移入していることを指摘しており、その場合については後述の「欲望の主体性の獲得」による説明を行っている。
谷川たまゑは、やおい愛好家の女性には結婚後も同様の趣味を続けるものも存在することなどから、異性愛を前もってシミュレートすることがやおい系作品を享受する目的だとする解釈は、実態から乖離した主張だと批判している。
女性性の否定・女性嫌悪
少女は第二次性徴を経ると自らの身体の女性性を自覚してそれに戸惑い・恐怖を覚え、女性嫌悪が内面化されるという形で男性同性愛の作品を好むようになるという説明。たとえば、心理学者の小倉千加子らがこういったの趣旨のことを述べており、社会学者の上野千鶴子も一部で触れている。本人もやおいを手がける中島梓も社会からの選別のまなざしの無い空間へ逃避するできることがやおいが好まれる理由だとしている。
榎本ナリコは、女性が「受け」のキャラクターに感情移入する背景には女性である自分が性的な欲望を抱くことや性行為そのものへの嫌悪感があり、そのために女性として身体のまま性的な妄想に浸ることに抵抗を覚え、自身を男性にすりかえる必要性が生じると説明し、女性が排除されたやおいの世界では、現実では女性が常に感じてしまう「ウーマンヘイト」から無縁でいられるということを指摘している。
『日出処の天子』『風と木の詩』のように、男性同性愛を描いた少女漫画の内容でも女性が嫌悪の対象として描かれている。
また、やおい愛好家の女性が抱える「女性性に対する葛藤」は、しばしば摂食障害の女性が抱えるの同様の「女性性に対する葛藤」であるとも指摘され、本格的なやおい論の嚆矢とされる中島梓の『コミュニケーション不全症候群』でもやおいと拒食症の双方が論じられている。女性性が自覚される第二次性徴はちょうど拒食症の発祥時期と一致し、少女漫画の作品内で拒食症が取り上げられたり、漫画家自身がその体験を持っていることがしばしばある。社会的にも、やおいが浸透した時期と摂食障害が注目された時期は1970年代後半と一致しており、社会学者の熊田一雄は「摂食障害になりかねない女性たちのセーフティ・ネット」としてやおい文化が機能した可能性を指摘している。
一方、西村マリは、男性キャラクターを女性キャラクターの置きかえて描く「女の子ネタ」というジャンルが定着していることからやおい文化で女性性が否定されているわけではなく、むしろ男性性のほうが排除される傾向にあると述べている。
男性からの性的視線の遮断
男性からの性的視線の遮断という面があり、この観点からは、ヤマンバギャルとも共通点があるという意見もある。
性的欲望・視線の主体性の獲得
上野千鶴子は、花の24年組と呼ばれた世代の女性漫画家らのルサンチマンが生んだ、ジェンダーレス・ワールドにおける性愛の実験だと述べている。
永久保陽子によれば、思春期の少年向けの漫画には性的欲求を肯定するようなメッセージが暗に含まれていることが多いが、通常の少女向けのメディアでは同様のものは存在せず、少年と同じく多感な時期にもかかわらず性的欲望を持つこと自体が抑圧されているとした上で、男性同性愛という回路を経由して異性愛的な性的欲望の方向性を隠蔽しながら充足するための装置としてやおいが機能していると述べている。
榎本ナリコは、読者が「攻め」のキャラクターに感情移入している場合を念頭において次のように論じている。通常の男女の性愛では、両者の生殖器の生物学的な構造上から、男性側が欲望の主体で女性側が客体となることが事実上義務付けられている。しかし、現実世界では欲望の主体性になれない女性であっても、やおい系作品の攻めの男性キャラクターに感情移入しているときは、擬似的に欲望の主体となることができる。つまり、（やおい愛好家の多くは異性愛者なので）男性を性的欲望の対象としながら、なおかつ自分自身が欲望の主体性を獲得するための方法として男性同士の同性愛関係が必要となるのである。
金田淳子は、前述の女性嫌悪によるやおい解釈に対して、やおい表現において回避されているのは女性性ではなく女性を性的対象としてのみ見る視線であり、やおいによってまなざす主体性（性的欲望を持つ主体性）を獲得することができるとしている。
漫画研究家の藤本由香里も、やおい表現に「犯る側の視線」「見る側の視線」の獲得という意義を見出しており、高橋すみれも前述したようにやおい系作品では女性キャラクターがまなざす主体として描かれていることがあることから女性が性的視線の主体性を獲得できるとしている。
吉本たいまつは、さらに普段男性から受けている値踏みの視線をやおい・ボーイズラブという形で女性が男性へまなざし返しているとし、このことを男性が知ることが、普段無意識に女性に対して値踏みの視線をおくっていることへの自覚や女性の欲望に対する理解を促すとも述べている。
旧来的なジェンダー観の転覆
小谷真理は、少年向けの創作物を女性が好む形に強引に改造するやおい的欲望を、男性優位社会の中で抑圧された「ガイネーシス（女性状無意識）」を噴出させるものだと捉えた。また、それは同人文化の発展には印刷技術のハイテク化がかかわっていることからテクノロジーの問題と交錯したものだとして「テクノガイネーシス」の一種であると述べている。
社会学者の小林義寛はやおい文化を男性中心的なメディアを転倒するものだと捉えており、社会学者の笠間千浪は旧来的なジェンダー秩序を「転倒というより転覆」させるものだとしている。このほか、永久保陽子は男性向けポルノグラフィが豊富に存在するのに対し女性向けのそれは存在しておらず、女性が性愛表現を奪還しようと邁進（まいしん）してきた成果がやおいとしている。
トランスジェンダーの可能性
作家の榊原史保美は、その著書『やおい幻論』で、「やおいになるのは、その作者・読者がFtM（肉体は女性であるが精神は男性である状態）でかつゲイ（同性愛、もしくは両性愛）だからではないか」という説を提唱し、また自身もFtMゲイかもしれないと発言している。
異性愛の失望体験の回避
宮台真司は、物語の中で男女の性愛が描かれてしまうと、それによって自身の恋愛における失望体験を想起してしまうため、それを防いで純粋な妄想に浸るには男性同士の同性愛を描く必要があるのだと述べている。
ホモソーシャルに対する潜在的羨望
東園子は、体育会系の部活のマネージャーを志望する女子生徒や、個人単位ではなくコンビやユニット単位でファンになる女性の男性アイドルファンの存在などから、女性は（女性の間では同様のものがあまり見られない）男性のホモソーシャル的な絆に潜在的な憧れを抱いている場合があり、その欲望や表出した結果としてやおいがある可能性を示している。
女性版ホモソーシャル
社会学者の東園子は、腐女子が形成するコミュニティを女性版のホモソーシャルと解釈できるとしている。ホモソーシャルとは文学研究者・社会学者のイヴ・セジウィックが論じた概念で、男性同士で友情をはじめとする社会的なつながりが形成されてその間で女性は貨幣のように交換されるという構造を持ち、ホモフォビア（同性愛嫌悪）とミソジニー（女性嫌悪）という2つの特徴がある。腐女子のコミュニティでは、通常のホモソーシャルの枠組みにおいて女性が貨幣として交換されていたかわりに、物語の中の男性が欲望の対象として女性同士の間で交換される。（通常の男性の）ホモソーシャルにおける女性嫌悪についても、これを異性嫌悪と読み替えれば、（物語の中ではなく現実の）男性に対する嫌悪として腐女子のコミュニティに間に存在している（やおい系の同人雑即売会で男性の入場が禁止される例など、現実の男性を排除する傾向がある）。他方、同性愛嫌悪の傾向は腐女子のコミュニティにはあまり見受けられず、東園子はむしろ女性同士の絆を維持するための異性愛嫌悪の傾向の方が強いとしている。これは、通常の女性のコミュニティでは異性に関心を持つことが暗黙のうちに義務付けられている面があるため、そういった抑圧をキャンセルする場として腐女子のコミュニティが機能しているとみることができる。
翻訳家の栗原知代は、腐女子のコミュニティにおける女性同士の連帯感を「シスター・フッド」（英：sisterhood）や「セパレート・レズビアン」と類似するものだと指摘している。
関係志向の女性と所有志向の男性の差
やおい的欲望は男性オタクにみられる単一の対象に対するものではなく「受け」と「攻め」の関係性に対する欲望となっているという意見もあり、野火ノビタは「位相萌え」と呼んでいる。
斎藤環は、一般に男性は「所有（持ちたい）」を志向して女性は「関係（なりたい）」を志向するというジェンダー傾向があるという前提に基づき、なんの制約もなく自由に自分の欲望を追求できるはずの「オタク」という文化圏の中において消費の仕方に男女差が歴然と存在することについて、男性オタクは美少女キャラクターを「所有」しようとし、女性オタク（腐女子）の欲望は男性キャラクター同士の「関係」に向かうという形で説明できるとしている。

### 分析への当事者の拒否感
1970年代の少女マンガにおける少年愛ものが誕生し注目を集めた時から、「彼女たちはなぜこうした物語を好むのか」という疑問も生まれ、以後当事者に向けて連綿と問いかけられている。永久保陽子によれば、この問いへの拒否感にはやおい・ボーイズラブにポルノグラフィとしての側面があることが関係しているという。男性の場合、若年者向けのものを含む多くのメディアで男性の性的欲望を肯定するようなメッセージが流布している社会的状況があるが、女性の場合は性的欲望を持つことを自認することすら抑圧されており、欲望の対象を事細かに分析されることには耐えられないのだと考えられる。BL作家の水戸泉は、同人が広く知られ、多くの作家が同人経由でプロデビューする昨今でも腐女子が隠れていたいと願うのは、「性的主体としての自分の存在を隠したい、好奇の視線にさらされたくないという保身」であり、保身そのものは決して否定されるべきではないと述べている。世間から隠れていたいという思い、同じ腐女子からの同調圧力から、マスコミの取材に応じる腐女子は少ない。
石田美紀は「彼女たちはなぜこうした物語を好むのか」という疑問は「実に居心地の悪いものである。質問者に悪気がないときほど、居たたまれない。なぜなら、それが口に出されることじたいが、やおい・BLとその支持者が問題視されている証であるし、またその問いに真剣に答えようとすればするほど、モテるのかどうか、恋人がいるかどうか、性的経験はどのようなものか・・・というあけすけな問いを果てしなく呼び起こしてしまうからだ。」と述べている。この問いかけには回答者に全人格をさらけ出すことを求めるような不思議な強制力があり、腐女子自身も問いそのものを内面化してしまい、何とか答えようと焦り、答えに詰まった時は「ほっといてください」と開き直る。やおい・BLジャンルが腐女子の実存に関わる一方、パラレルな存在と言っていい「男性向け魔法少女もの」の愛好者の男性たちは、腐女子を苛む状況から全く自由で、なぜこうした作品を好むのか問われたり、自問したり、自身の実存について考えることはほとんどない。この差異は世間における男女の立場の違いから生じる。近年では、腐女子の実存をほじくるのではなく、豊かな表現領域としてやおい・BL作品をただ論じることも増えている。
斎藤環は、やおい分析が当事者から嫌われる理由として、一般に女性の欲望は（ジャック・ラカンのいう）「他者の享楽」であり、それは言語による理解を超越しているため経験することができても語ることはできないということが関係しているかもしれないと推測している。
石田仁はこのような腐女子たちの態度を「一時的な自律ゾーニングの営み」と評価し、やおい表現がゲイ男性の表象を横奪している可能性についての議論を無化するものとして批判している。

## 腐女子が主に使用する用語
商業オリジナル作品・パロディやおい（二次創作）の両方で使われる用語、パロディやおいで使われる用語がある。一部はオタク用語と共通しているが、意味が異なるものもある。短期間で使われなくなる言葉もあり、下記の言葉の全てが現役の用語ではない。
原作
二次創作同人の元になる作品。ジャンルとも。多くの男性キャラがいる作品では、腐女子の嗜好によって様々な組み合わせや解釈を行うことができる（近年は腐女子がオタク商品の主要購買層となりつつあり、少年漫画など女性向けでない作品でも腐女子人気を狙った設定や描写が増えてきているが、これには反発もある）。
腐向け
腐女子・腐男子向けの意味。男性同士の恋愛要素のある作品に、そういったものを好まない人に注意を促すゾーニング用の注意書きという側面もある。
カップリング／カプ／CP
恋愛関係にあるとされる攻めと受けの組み合わせのこと。やおい・BLジャンルでは「攻め×受け」、スラッシュでは「攻め / 受け」と表記される。詳しくはカップリング (同人)の項目を参照。
王道
あるジャンルで人気のカップリングのこと。

逆カップリング/ 逆カプ
王道の逆のカップリング。あるカップリングの逆のカップリング。

邪道／邪道カプ
合わないと思うカップリングのこと。カップリングは人によって好みが違うため衝突が起きることがあり、カップリング論争（カプ論争）と呼ばれる。

リバーシブル
受けと攻めの役割分担がその時々で変わること。受けが攻めになることを下克上という。

サンド
受けが二人の攻めから愛されている状態。

スパダリ
スーパーダーリンの略。非の打ちどころのないハイスペックな男性キャラクターに使う。

セコム
受けを守る強い攻め、またはあるキャラを守る嫉妬深い、または保護者的なキャラクター。

単一／一棒一穴／一夫一夫
総受け・総攻めや三角関係などがなく、あくまで攻め×受けだけによるカップリングのこと。

一夫多妻(制)
　攻め、または受けが多数いる場合。一人に絞らず複数人とカップリングすること。

下剋上
　攻めと受けの立場が変わり、攻めが受けをする。または受けが攻めをする状態のことである。

鬼畜
主に攻めが受けに対し辛辣な言葉を吐いたり、時に人道的とは言いがたい行為を強制しているもの。

18禁／15禁
成人向けの性的表現がある作品を18禁、ある程度の性的表現や残酷な表現がある作品を15禁などと通称する。これらは映画やゲームなどの業界団体が使用するレイティング用語を言葉のみ模倣したもので、もとより明確な判断基準や拘束力があるわけではない。

㚻（き、けい、け）
男色。男子が男子に淫すること。

やおい穴
腐女子が性行為を描く際、女性器の位置に男性の体には存在しないはずの性器挿入用の穴が描かれることがあり、「やおい穴」「腐女子穴」「謎穴」などと称される。これは本来男性同士では不可能な体位である正常位での性交を描写するために用いられる。
やおい穴は「男性の身体に関する腐女子（またはやおい・ボーイズラブ作家）の知識の欠如」を端的に表しているのだとする意見もある。これに対して三浦しをん・金田淳子は、女性にも肛門はあるのだから男性身体の特性を理解していないのではなく虚構の物語の中でのリアリティを追求した結果であり、男性向けのエロ漫画における非現実的なほどの巨乳の女性の描写と似たようなものであると反論している。

擬人化
人間以外のものを人型のキャラクターにしたもの。動物、モンスターなどの人外キャラクターを人型にしたものが主だが、中には電車や建造物等の無機物、国や都道府県といった歴史や概念の擬人化もある。

女体化
二次創作で、受け（まれに攻め）となる男性キャラクターを性転換したもの。よって、ほとんどの場合カップリングは男女になる。もともと女性キャラとして物語を書き換える二次創作や、男性だが何らかの理由で女性になってしまったという場合もある。多くはないが、女性キャラクターを男性にする男体化もある。

オメガバース
もともとは海外で発生したスラッシュ、やおい・BLジャンルの特殊設定で、日本でも広く普及した。能力が高くリーダー性やカリスマ性をもつ α（アルファ）、一般的な人間 β（ベータ）、発情期があり繁殖のための性として社会的地位の低い Ω（オメガ）が存在し、それぞれ男女があり計6種類の性別がある。αは男女ともに妊娠させる能力があり、Ωは男女ともに妊娠する能力がある。Ωはαを惹きつける特殊なフェロモンを発する。基本設定以外は書き手によって自由。

センチネルバース
　この世界では、『センチネス』と『ガイド』、『一般』が存在しています。ガイドとセンチネルには、それぞれ位があり、位が高くなるにつれケア能力や身体能力といった能力が向上します。また、位が高いものだと、半獣化ができ、自分の半獣の姿になることができます。センチネルは膨大な力を持っていますが、能力を使いすぎるとコントロールが効かなくなり『ゾーンアウト』します。最悪死ぬこともありますが、高いくらいのガイドによって助かることが多いです。ガイドにはセンチネルを助けることのできる能力があり、 ゾーンアウトしたセンチネルを助けることができるのはガイドのみ。 センチネルは、ガイドがいないと生きていけないが、ガイドはセンチネルがいなくても生きていくことができる。なぜセンチネルの生殺与奪の権がガイドに託されたのかは、未だに解明されていない。

バタフライバース
　オメガバ(オメガバース)の派生形で、オメガバースの中でも特に、「蝶」や「蜂」、「蜘蛛」といったモチーフが絡み合うことが多い作品のことです。
- バタフライ（蝶）:美しさや儚さを象徴し、主人公として描かれることが多い。
- スパイダー（蜘蛛）:捕食者として描かれることもあれば、Ωを束縛する存在として描かれることもある。
- ビー（蜂）:αやΩを支配する存在として描かれることが多い。

ポメガバース
　オメガバ(オメガバース)の派生形で、まれにポメラバースとも呼ばれる。 2020年頃からSNSなどで話題になり始めたようで、pixivでもその頃から作品が投稿されている。 名前の通りポメラニアンが絡んでいるのが最大の特徴であり、ビジュアルの可愛らしさから人気を博している。

女装
受け（まれに攻め）となるキャラクター・人物が女装したもの。

やおい
男女関わりなく、友情以上の特別なものを感じさせる関係性。孤高と連帯が特徴。

健全
性的描写が無いものや、アブノーマルカップリング（やおい・百合・近親相姦など）を扱っていない作品のこと。個人の主観によって健全と非健全の定義は異なる。

ナマモノ／ナマ
芸能人など実在の人物をやおいにすること。

雑食
同時に多くのカップリングやジャンルを好むこと。

よろず
同時に多くのジャンルを扱う同人サイトや同人誌のこと。

萌え
オタクと同じく、多くの腐女子が頻繁に使う。主な対象はキャラクター・人物、攻めと受けの関係性、作品など。

燃え
少年漫画などを好む腐女子が、原作を純粋に楽しい・面白いと思った時などに使う。腐女子の萌えの一番の燃料であり、原作・公式・キャラクターへの愛を構成する重要な要素とされている。

聖域
特別な思い入れがあり、やおい萌えにより「汚し」たくないジャンルやキャラクター・人物のこと。

沼
あるジャンルにハマって、精神的にも金銭的にも抜け出せない様子。わかっていてもやめられないという畏敬と危険を併せ持つイメージの言葉。この意味で2013年ぐらいから使われるようになり、2014年に広く普及したようである。

尊い
好きなキャラクターに対する最大級の賛辞として2014年ごろに使われるようになった。本来の「尊い」とは異なる用法。

砂を吐く
男同士の絡みを見て腐女子が何か分からないようなものを吐く様子。

支部
pixivのこと。
privatter（ぷらいべったー）
Twitterのアカウントを使ってフォロワーにだけ文章や画像を公開できるツール。

ヤオラー
やおいが好きな者。腐女子、腐男子とほぼ同義。現在は使われていない。

隠れ腐女子
やおいが好きなことや、同人活動を行なっていることを周囲の人間に秘密にしている者のこと。

アラブもの
攻めがアラブの大富豪というBL小説のジャンル。ハーレクインのジャンルに由来する。

ガテン系
就職情報誌の名前が由来となっており、筋肉質な人のことを表す。

任侠もの
攻めがヤクザ、またはヤクザの世界を舞台にしたジャンル。

花嫁もの
受けが特殊な事情で男であることを隠し花嫁になるというジャンル。

職業BL
職場を舞台にした、または攻め・受けの仕事を通して作品内で特定の職業が詳しく描かれるBL。

上質な暮らしBL
少し前まで主流だった派手で豪華な生活ではなく、落ち着きのある文化的な生活を描いた日常系のBLのこと。2015年にTwitterで話題になった。